# عين مران
عين مران إحدى بلديات ولاية الشلف، تقع على بعد 45 كيلومتر شمال غرب مقر الولاية. يحدها من الجهة الشرقية بلدية الهرانفة ومن الغرب بلدية مازونة وسيدي امحمد بن علي ومن الشمال بلدية تاوقريت ومن الجنوب بلدية الصبحة.
تتربع بلدية عين مران على سهل زراعي تقدر مساحته بحوالي 40 هكتار شغلتها بزراعة الكروم والحبوب كما تولي اهتماما كبيرا لتربية الغنم.

## أصل التسمية
يعود أصل تسمية عين مران إلى الأميرة ميران الأمازيغية التي كانت تسكن المنطقة وتحكمها ف القرن السابع عشر وخصصت لنفسها عينا تشرب منها وحدد مكان العين في منطقة البيب وعند دخول الفرنسيين إلى الجزائر واحتلال المناطق الشمالية للوطن انشات عين مران كمستوطنة للمعمرين وتم تأسيسها كبلدية سنة 1884.
وعند اندلاع ثورة التحرير انضم العديد من رجال المنطقة لجبهة التحرير الوطني والحقوا اضرار جسيمة في صفوف الجيش الفرنسي من أشهر مجاهدين المنطقة الشهيد محمد الشيخ الشهيد لحمر قدور 
الشهيد بلحاج عبد الهادي الشارف الشهيد بغدادي لخضر.

## معالم المدينة
خلّف الاستعمار العديد من الآثار في عين مران منها الكنيسة بقلب المدينة ومعصرة العند والفيرمة القديمة بمطقة أولاد صافي ومقبرة للنصارى. 

## الأحياء والمناطق الجوارية لعين مران
تتوفر دائرة عين مران على 50 ألف نسمة تتوزع على حي خزان الماء الشـاطــــو، حي الفيلاج، حي فرّاج، حي النصر، المنطقة الصناعية، حي المسجد العتيق، الرمالي، هايتي والمناطق الجوارية: العوسجة، عين العزلة، العرايبية، السهايلية، عين سردون، بربرة، مدفونة، أولاد بوطالب، أولاد بن عائشة، سيدي صالح، أولاد عين الناس، قوفاف، المقام، القطايطية، الخباشنية، أولاد براجح، عين الصراق. أولاد بن حمادة . الخواتمية 

## الشؤون الدينية

### المساجد
تحتوي هذه البلدية على العديد من المساجد التي تشرف عليها مديرية الشؤون الدينية والأوقاف لولاية الشلف تحت وصاية وزارة الشؤون الدينية والأوقاف.
- مسجد علي بن أبي طالب
- مسجد عقبة بن نافع
- مسجد سيدي زيان
- مسجد الرمالي

### الزوايا
- «زاوية سيدي بوشعيب».[3]